# Protease

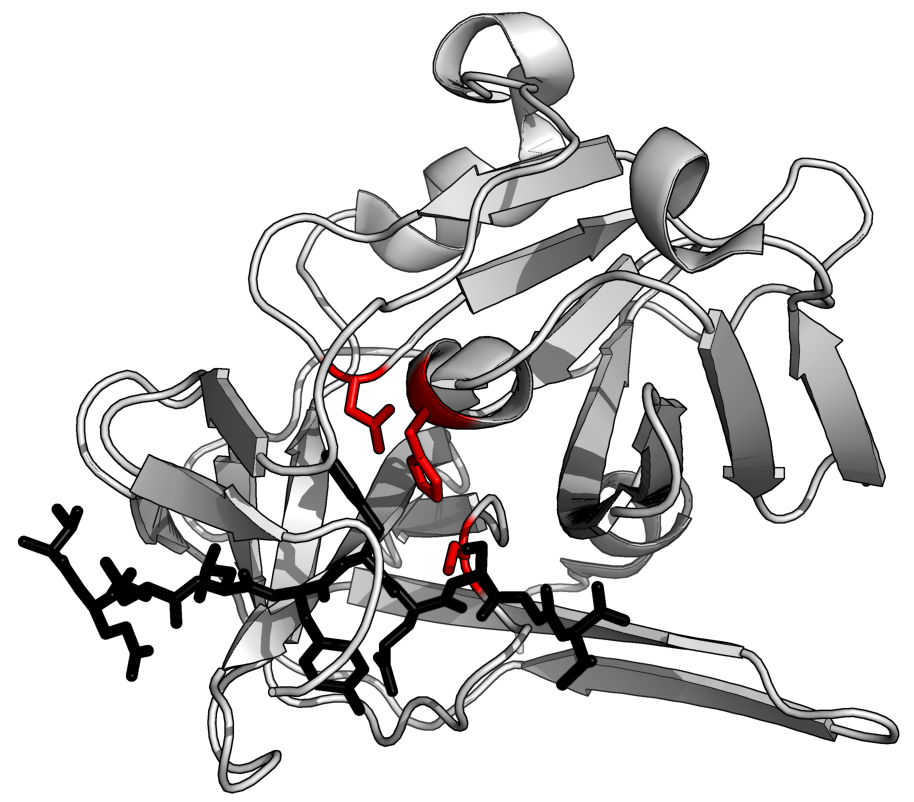
Cấu trúc của một protease (Protease TEV) với chất nền peptide của nó được tô màu đen với cặn xúc tác màu đỏ.

Protease (còn được gọi là proteinase hay peptidase) (EC.3.4.) là nhóm enzym thủy phân có khả năng cắt mối liên kết peptide (-CO~NH-) trong các phân tử polypeptide, protein và một số cơ chất khác tương tự thành các amino acid tự do hoặc các peptide phân tử thấp. Trong cùng một phản ứng, các protease khác nhau có các hướng xúc tác khác nhau.

## Phân loại
Trong hệ thống hệ thống danh pháp MEROPS Lưu trữ ngày 14 tháng 11 năm 2006 tại Wayback Machine phân loại protease, subtilisin (EC.3.4.21.62) thuộc phân nhánh SB của nhóm serine protease (EC.3.4.21.-) với điểm đặc trưng là sử dụng đơn phân serine (Ser) nằm trong trung tâm xúc tác phản ứng của enzyme. Ngoài subtilisin, trong phân nhánh SB còn có các protease liên quan đến quá trình xử lý tiền hormone như KEX2 protease, furin, và PC2.

## Tính chất hóa học
Những protease trong họ S8A đều có một domain bảo thủ với 7 nếp gấp β được bao bọc bởi 9 vòng xoắn α. Trung tâm hoạt động của enzyme này là bộ 3 amino acid truyền thống của serine proease theo thứ tự là Asp-His-Ser.
Nhóm serine protease là nhóm peptidase lớn nhất và được phát hiện ở mọi giới sinh vật như sinh vật nhân thực, sinh vật nhân sơ, cổ khuẩn và virus. Những enzyme này đều có chung một cơ chế xúc tác phản ứng thủy phân thông qua hai bước chính (Barrett, 1994):
a) Bước 1, acyl hóa: hình thành liên kết cộng hóa trị giữa nhóm -OH của serine với nguyên tử cácbon trong nhóm cácboxyl của phân tử cơ chất nhờ có hỗ trợ của nhóm imidazole từ histidine.
b) Bước 2, khử acyl hóa: phức hệ acyl - enzyme bị thủy phân bởi phân tử H2O theo chiều ngược lại của bước một. Trong đó, nhóm imidazole chuyển proton của gốc -OH từ serine cho nhóm amine để tái sinh lại enzyme.

## Ứng dụng
- Chất tẩy rửa: Protease là một trong những thành phần không thể thiếu trong tất cả các loại chất tẩy rửa, từ chất tẩy rửa dùng trong gia đình đến những chất làm sạch kính hoặc răng giả và kem đánh răng. Việc ứng dụng enzyme vào các chất tẩy rửa nhiều nhất là trong bột giặt. Các protease thích hợp để bổ sung vào chất tẩy rửa thường có tính đặc hiệu cơ chất rộng để dễ dàng loại bỏ các vết bẩn do thức ăn, máu và các chất do cơ thể con người tiết ra.
- Công nghiệp thuộc da: Quá trình chế biến da bao gồm một số công đoạn như ngâm ướt, tẩy lông, làm mềm da và thuộc da. Thông thường các phương pháp thuộc da thường dùng các hóa chất độc hại như natri sunfit, làm ảnh hưởng rất nghiêm trọng đến môi trường khi nước thải của nhà máy này thải ra sông. Việc sử dụng enzyme để thay thế các hóa chất đã rất thành công trong việc nâng cao chất lượng da và làm giảm ô nhiễm môi trường. Protein là một thành phần cơ bản của da và lông nên protease đã được sử dụng để thủy phân một số thành phần phi collagen của da và loại bỏ các protein phi fibrin như albumin, globulin trong quá trình thuộc da rất có hiệu quả.
- Do protease kiềm từ Bacillus được tạo thành với lượng lớn, có đặc tính bền vững, hoạt động tốt với nhiệt độ và pH cao nên chúng được ứng dụng ở nhiều ngành công nghiệp khác nhau như: xử lý phim X-quang đã qua sử dụng để nhằm thu hồi bạc, làm nước mắm cá (Rebeca et al., 1991), làm thức ăn gia súc (Cheng et al., 1995), xử lý chất thải từ động vật giáp xác (Yang et al., 2000), xử lý rác thải trong các lò mổ gia cầm trên cơ sở dùng Bacillus B. Subtilis (Dalev, 1994), v.v....